# Lola (prefectuur)
Lola is een prefectuur in de regio Nzérékoré van Guinee. De hoofdstad is Lola. De prefectuur heeft een oppervlakte van 4.560 km² en heeft 171.561 inwoners.
De prefectuur ligt in het zuiden van het land, grenzend aan de landen Liberia en Ivoorkust. Hier op de grens met de twee buurlanden ligt de berg Mont Nimba, het hoogste punt van het land.

## Subprefecturen
De prefectuur is administratief verdeeld in 9 sub-prefecturen:

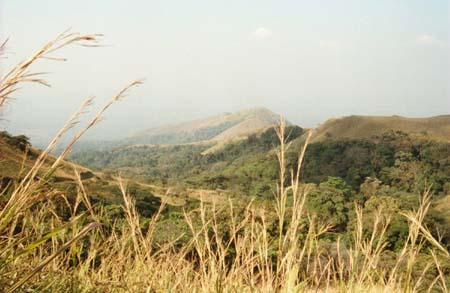
Landschap in Lola

1. Lola-Centre
2. Bossou
3. Foumbadou
4. Gama
5. Guéassou
6. Kokota
7. Lain
8. N'Zoo
9. Tounkarata